# Алуко, Соне
 Оматсон «Соне» Алуко  (англ. Omatsone "Sone" Aluko; род. 19 февраля 1989, Хаунслоу, Большой Лондон) — английский и нигерийский футболист, нападающий. Выступал за сборную Нигерии.
Алуко начал свою профессиональную карьеру в клубе «Бирмингем Сити», однако не сыграл за него ни одного матча. Игрок сначала был отдан в аренду шотландскому «Абердину», а в начале сезона 2008/09 — «Блэкпулу», за который провёл лишь один матч. После этого он подписал полноценный контракт с «Абердином», который покинул в июле 2011 года в статусе свободного агента. В ноябре 2011 года подписал контракт с «Рейнджерс», где выступал очень ярко, забив в 21 матче 12 мячей, но клуб постигли финансовые трудности, и Алуко в качестве свободного агента перебрался в «Халл Сити». С «Халл Сити» ему удалось занять второе место в Чемпионшипе и 18 августа 2013 года дебютировать в Премьер-лиге.
Алуко родился в Англии, выступал последовательно за все молодёжные команды с 16 до 19 лет, однако на взрослом уровне решил выступать за историческую Родину — Нигерию.

## Клубная карьера

### «Бирмингем Сити»
Начал играть за юношеские команды «Бирмингема» с 8 лет. В первой команде с сезона 2005-06, в октябре 2005 был на скамейки запасных в матче против «Арсенала». Дебютировал за клуб 28 августа 2007 года, выйдя на замену в матче Кубка лиги против «Херефорд Юнайтед».

### «Абердин»
В августе 2007 года на правах аренды перешёл в шотландский «Абердин», до января 2008 года стал главным героем матча против «Баварии», забив мяч, вывел команду вперёд 2:1, окончательный счёт ничья 2:2. Дебютировал в матче Кубка УЕФА, выйдя на замену в матче против «Панатинаикоса». Первый гол забил на следующей неделе «Данди Юнайтед». Благодаря хорошей игре, его аренда была продлена до конца сезона. В феврале 2008 года

### «Блэкпул»
8 августа был отдан в месячную аренду в «Блэкпул».

### «Абердин»

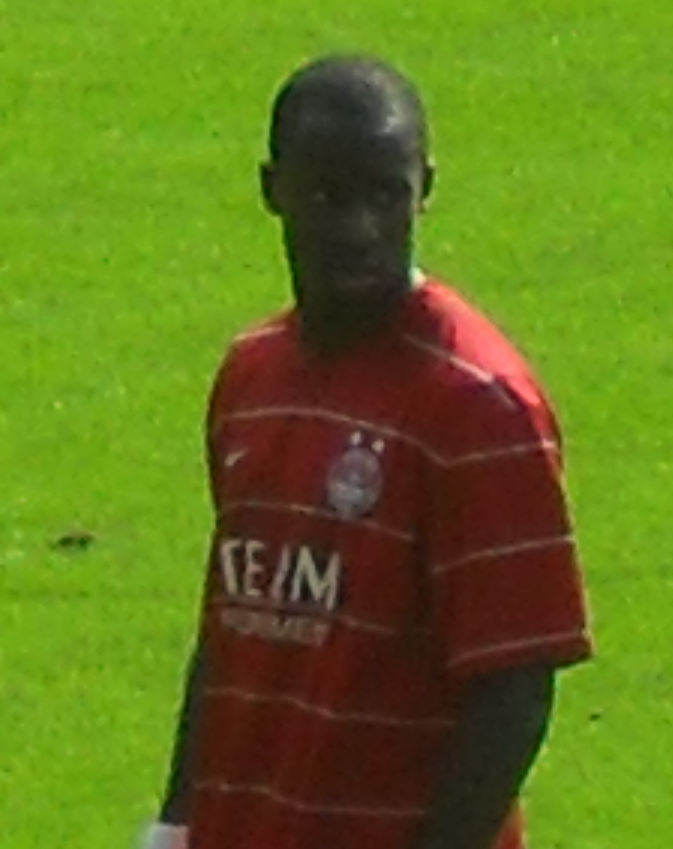
Алуко в форме «Абердина» в 2009 году

В последний день трансферного окна 1 сентября 2008 года вернулся в «Абердин», подписав 3-летний контракт. В ноябре 2008 года выиграл награду, как самому лучшему молодому игроку месяца в Шотландской Премьер-лиге в ноябре. По истечении контракта, в июне 2011 года покинул клуб.

### «Рейнджерс»
После отказа подписывать новый контракт с «Абердином» Алуко занимался поисками нового клуба. Был на просмотре в туринском «Ювентусе», после отправился в «Рейнджерс», где впечатлил тренерский штаб и ему был предложен контракт. Однако даже несмотря на статус свободного агента, его бывший клуб требовал за игрока компенсацию в 200 000 фунтов, за развитие игрока, так как на тот момент Алуко был младше 23-х лет. Из-за судебных разбирательств он смог быть заявленным за клуб лишь 24 ноября.
25 марта 2012 года Алуко забил свой первый мяч за новую команда, да ни кому-нибудь, а извечному и самому непримиримому сопернику — «Селтику». В заключительном матче сезона 2011/12 Алуко оформил хет-трик, пострадал Сент-Джонстон.
Летом 2012 в клубе вводится административное управление, и команду переводят в 3-й дивизион. Отказавшись играть в клубе, Алуко через суд добился статуса свободного агента.

### «Халл Сити»

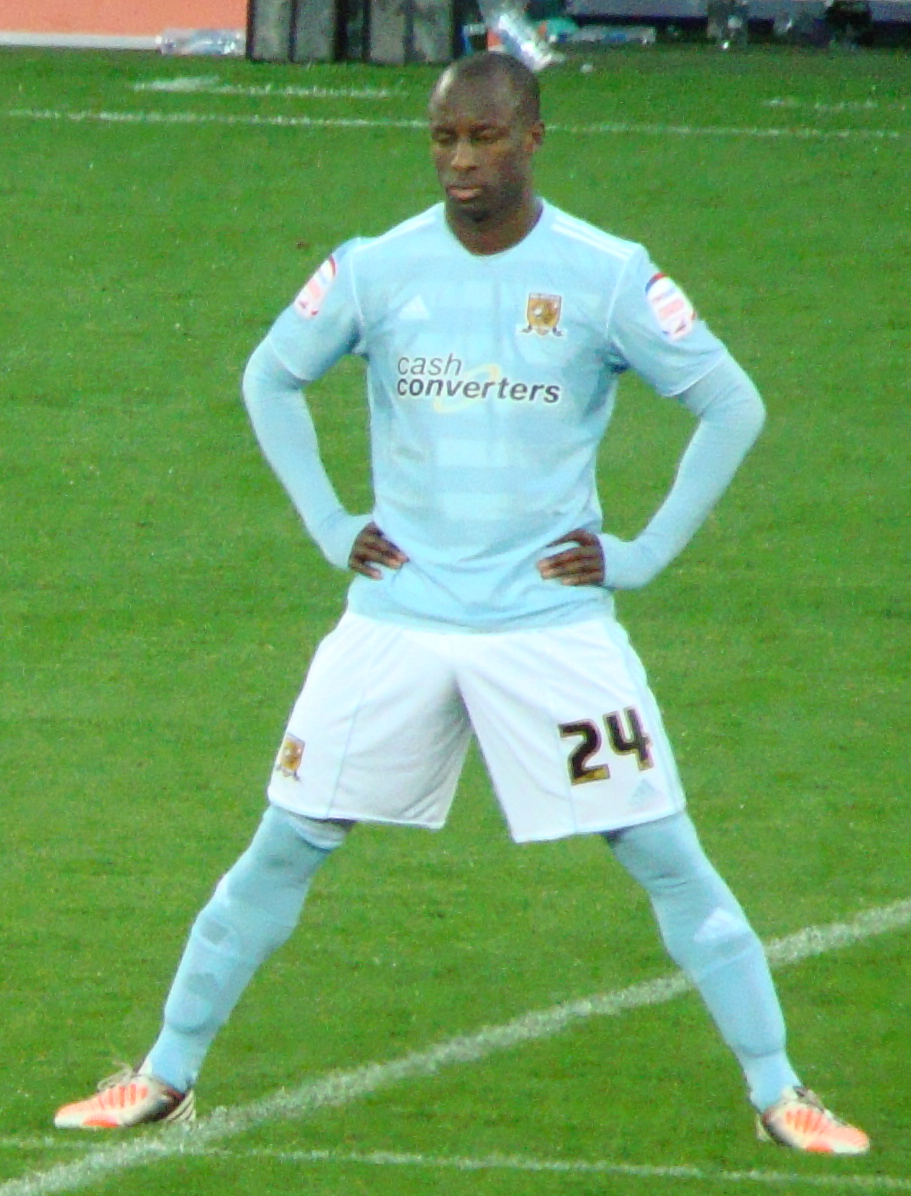
Алуко в выездной форме «Халл Сити» в 2012 году

25 июля 2012 года подписал 2-летний контракт с «Халл Сити». Через три недели дебютировал в игре против «Брайтон энд Хоув Альбион», первый гол забил 1 сентября в домашней игре против «Болтона». Второй гол забил «Миллуолу», поучаствовав в разгроме 4-0, 2 октября дальним ударом с 20 метров поразил верхний угол ворот «Блэкпула». Следующий гол влетел в ворота «Бристоль Сити», после эффектной комбинации с Джей Симпсоном, комментатор матча сравнил эту комбинацию с барселонской.
В следующей игре пострадал «Барнсли», а потом и «Вулверхэмптон», таким образом Алуко забил 3 мяча в 3-х играх подряд. 17 ноября Алуко дважды забил своему родному клубу «Бирмингему», окончательный счёт 2:3 в пользу «Халла».
В ноябре получил травму ахилла, которая оставила его вне игры на месяц, в январе ахилл снова воспалился и игроку потребовалась операция, срок восстановления продлили ещё на 2 месяца. Алуко выходил на поле лишь под конец сезона, но больше отличиться не смог.
18 августа 2013 года дебютировал за «Халл Сити» в Премьер-лиге, в матче против «Челси», проигрыш 2:0.

## Международная карьера

### Молодёжная сборная
Играл последователь за команды Англии: до 16, до 17, до 18 лет, в команде до 19 лет, дебютировал в матче против Беларуси (4:0), поучаствовал в 2 голевых комбинациях. Был в предварительном списке 23 на поездку на Чемпионат мира 2009 года среди 19 летних, однако в окончательные 18 не попал.

### Нигерия
После консультаций со своей семьёй, принял решение играть за Нигерийскую сборную.19 мая 2009 года сыграл товарищеский матч за сборную Нигерии против Ирландии. Был в предварительном списке на поездку на Чемпионат Мира 2010 в ЮАР, однако в заявку не попал. Также рассматривался как один из кандидатов для поездки на Кубок африканских наций 2013, однако из-за травмы был вынужден отказаться. Нигерия выиграла турнир.

## Семья
Старшая сестра Алуко, Эниола, также играет в футбол. Играет за женскую сборную Англии, провела более 70 матчей, участвовала в двух Чемпионатах Мира и играла в финале Олимпийских Игр в Лондоне в 2012 году.